# خلأ گاوران

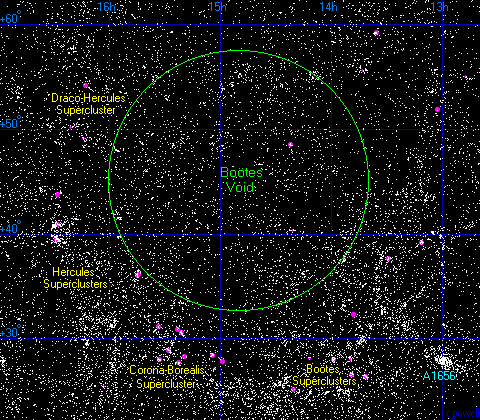
نقشهٔ خلأ گاوران

خلأ گاوران یا خلأ بوئتس (Boötes Void) که به‌طور غیررسمی با نام «هیچِ بزرگ» (The Great Nothing) نیز شناخته می‌شود ناحیه‌ای تقریباً کروی در فضا است که در نزدیکی صورت فلکی گاوران قرار دارد. این ناحیه تنها شامل ۶۰ کهکشان است، عددی که به‌مراتب کمتر از حدود ۲۰۰۰ کهکشانی است که برای ناحیه‌ای با اندازه مشابه انتظار می‌رود. با شعاعی حدود ۶۲ مگاپارسک (تقریباً ۳۳۰ میلیون سال نوری)، این ناحیه یکی از بزرگ‌ترین خلأهای شناخته‌شده در جهان قابل مشاهده است و اغلب به عنوان «ابرخلأ» شناخته می‌شود.
این خلأ در سال ۱۹۸۱ توسط اخترشناس رابرت کرشنر و در جریان یک بررسی از انتقال به سرخ کهکشان‌ها کشف شد. مرکز آن حدود ۷۰۰ میلیون سال نوری از زمین فاصله دارد و مختصات آن در بعد (اخترشناسی) ۱۴ ساعت و ۵۰ دقیقه و میل ۴۶ درجه است.

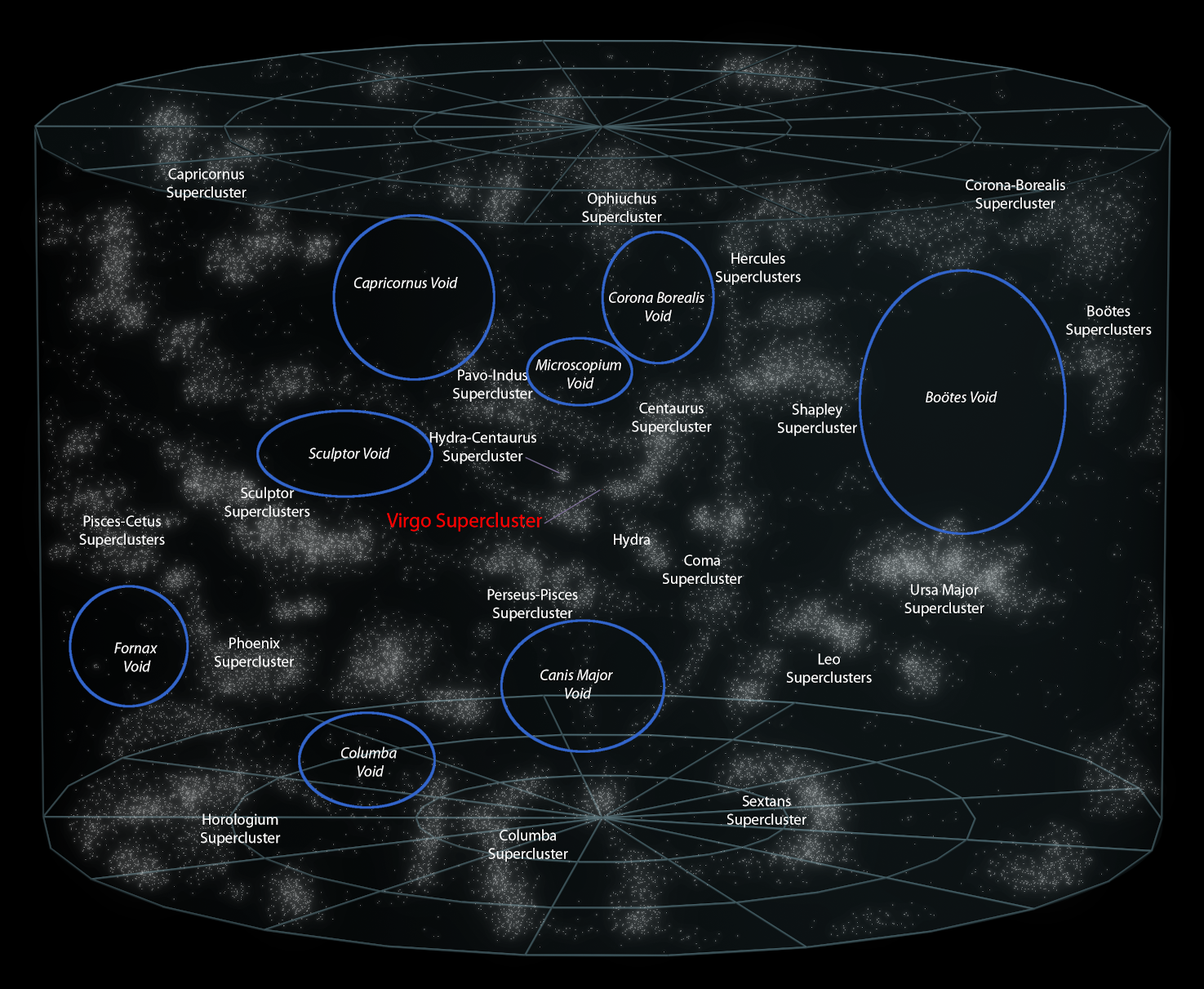
نقشهٔ خلاهای کهکشان

ابرخوشه‌های هرکول در لبه نزدیک این خلأ قرار دارند.

## کشف
در سال ۱۹۸۱، اخترشناس آمریکایی «رابرت کرشنر» و همکارانش در دانشگاه میشیگان، هنگام اندازه‌گیری انتقال به سرخ (redshift) تعداد زیادی از کهکشان‌ها، به‌منظور تهیهٔ نقشه‌ای سه‌بعدی از جهان، به منطقه‌ای غیرمنتظره برخوردند: ناحیه‌ای وسیع و تقریباً خالی از کهکشان. این منطقه ابتدا با لقب «هیچِ بزرگ» (Great Nothing) شناخته شد، اما بعدها با توجه به موقعیت آن در صورت‌فلکی بوئتس، «خلأ بوئتس» یا خلأ گاوران نام گرفت. چون در صورت‌فلکی بوئوتس (گاوران) قرار دارد، همان گاوچرانی که خیش (پلو) را به دور قطب شمال می‌راند.

#### شکل‌گیری
وجود خلأ گاوران با مدل لامبدا-سی دی ام (ΛCDM) از تکامل کیهانی در تضاد نیست. این‌طور فرض می‌شود که خلأ گاوران از ادغام خلأهای کوچک‌تر به‌وجود آمده است. این فرایند می‌تواند توضیح دهد که چرا تعداد محدودی کهکشان در یک ناحیه تقریباً استوانه‌ای که از مرکز این خلأ می‌گذرد، وجود دارد.

#### ویژگی‌ها
خلأ گاوران یکی از بزرگ‌ترین «ابرخلأها» (supervoids) در کیهان شناخته می‌شود. این ابرخلأ از نظر اندازه آن‌قدر وسیع است که کهکشان راه شیری می‌تواند میلیاردها بار در آن جا بگیرد. اگرچه جهان قابل مشاهده با ساختاری شبیه به یک تار عنکبوت کیهانی توصیف می‌شود (متشکل از رشته‌ها و خوشه‌هایی از کهکشان‌ها) اما بین این ساختارها، نواحی عظیمی از فضای خالی وجود دارد که به آن‌ها «خلأ» گفته می‌شود. حدود ۸۰ درصد از حجم جهان قابل مشاهده را همین خلأها تشکیل می‌دهند که معمولاً بین ۳۰ تا ۳۰۰ میلیون سال نوری پهنا دارند. خلأ بوئوتس با ابعاد بسیار بزرگ‌تر، به‌عنوان یکی از شاخص‌ترین نمونه‌ها شناخته می‌شود و احتمال داده می‌شود که در نتیجهٔ ادغام چندین خلأ کوچکتر به‌وجود آمده باشد.

#### منشأ خلأها
نظریه‌های کنونی منشأ این خلأها را در نوسانات تصادفی کوانتومی دوران اولیهٔ جهان می‌دانند. در نخستین لحظات پس از مه‌بانگ (Big Bang)، ماده در سراسر کیهان به‌صورت یکنواخت پراکنده بود، اما نوسانات کوانتومی باعث شکل‌گیری نواحی با چگالی متفاوت شدند. نواحی متراکم‌تر، مادهٔ بیشتری را به خود جذب کردند و به مرور کهکشان‌ها و خوشه‌های کهکشانی را تشکیل دادند، درحالی‌که نواحی کم‌چگالی خالی‌تر باقی ماندند و تبدیل به خلأهای کیهانی شدند.

#### اهمیت پژوهشی
بررسی ساختارهایی مانند خلأ بوئوتس به اخترشناسان این امکان را می‌دهد تا شرایط اولیهٔ جهان را بهتر درک کنند. پروژه‌هایی نظیر بررسی انرژی تاریک (Dark Energy Survey) با استفاده از تلسکوپ‌های پیشرفته، نقشه‌های دقیق‌تری از توزیع کهکشان‌ها ارائه داده‌اند. این پروژه تاکنون حدود یک‌چهارم آسمان نیمکرهٔ جنوبی را بررسی کرده و موقعیت حدود ۳۰۰ میلیون کهکشان را ثبت کرده است. همچنین، با بهره‌گیری از ابررایانه‌ها، شبیه‌سازی‌های دقیقی از تحول کیهان از زمان مهبانگ تا به امروز صورت گرفته است. مقایسهٔ این شبیه‌سازی‌ها با داده‌های رصدی، به فهم بهتر ساختار بزرگ‌مقیاس جهان کمک می‌کند.